# Oto Melara 76/62 MMI
Il cannone da 76/62 tipo MMI "Allargato" costruito dalla Oto Melara di La Spezia è stato il pezzo standard della Marina Militare degli anni sessanta. Il cannone è stato realizzato in 84 esemplari per la Marina Militare italiana.

## Caratteristiche
Il cannone è del tipo multiuso, con impiego principale antiaereo ma con capacità antinave e impiegabile anche per il tiro controcosta. Il pezzo è l'evoluzione del modello sviluppato e costruito per la Marina Militare dagli Stabilimenti meccanici di Pozzuoli agli inizi degli anni cinquanta, denominato tipo SMP3, cioè da tre pollici, da cui scaturisce la sua sigla “SMP-3”, sviluppato quando si stava verificando l'inadeguatezza del munizionamento da 40mm contro gli aerei moderni, soprattutto perché tale munizionamento non permetteva l'adozione di spolette di prossimità. Tale cannone venne imbarcato sulle corvette Albatros, prime unità di scorta costruite in Italia dopo la seconda guerra mondiale, e sulle corvette dello stesso tipo realizzate nei cantieri italiani su commesse NATO per la marina danese e olandese nell'ambito del MDAP in due esemplari, uno a poppa e uno a prora. Con lo spostamento della produzione delle artiglierie della Marina Militare alla Oto Melara di La Spezia venne sviluppata una versione binata del modello SMP 3 con canne sovrapposte. Il verificarsi di un grave incidente sulla torre prodiera della corvetta olandese Lynx e il non aver dato la versione binata i risultati sperati, portarono allo sviluppo del cannone da 76/62 di nuova progettazione, largamente testato sulla Nave Esperienze Carabiniere. Il nuovo cannone denominato Allargato avrebbe trovato posto nel corso degli anni sessanta sulle principali unità della squadra, come l'incrociatore lanciamissili Garibaldi, le fregate classe Bergamini e Classe Alpino, i Doria e il Vittorio Veneto e sarebbe stato rimpiazzato il decennio successivo dal 76/62 Compatto con l'entrata in servizio degli Audace.
Il cannone ha la canna raffreddata ad acqua e manovra elettrica e idraulica con sistema di emergenza manuale. La gittata, che con proiettili HE (High Explosive) dal peso di 6,296 kg raggiunge 18,4 km ad un'elevazione di 45°, che all'elevazione massima di 85° scende a 4 km, la velocità di brandeggio di 70°/s quella di elevazione di 40°/s e la torretta accoglie un membro dell'equipaggio.
Nella Marina Militare questi cannoni costituiscono l'armamento principale dei pattugliatori della classe Cassiopea; si tratta dei cannoni smontati dalle fregate della classe Bergamini andate in demolizione.
È stato sostituito dal cannone Otobreda 76/62

## SMP-3
Il cannone SMP-3 ("Stabilimenti Meccanici di Pozzuoli - cannone da 3 pollici"), progenitore del "76/62 Allargato" era un'arma automatica a tiro rapido, la cui cadenza media del tiro era di 50 colpi al minuto, in grado di sparare colpi singoli o a raffica. Il caricamento avveniva automaticamente mediante un tamburo ruotante con 14 colpi, con i bossoli che venivano espulsi colpo per colpo. Ad esaurimento della raffica la canna si predisponeva alla massima elevazione (90°) ed il tamburo veniva ricaricato in maniera automatica con una manovra che avveniva in 3 secondi.
La versione binata del modello SMP 3 con canne sovrapposte aveva il caricamento completamente automatico e continuo che avveniva a qualsiasi elevazione. Il cannone aveva una forte velocità di brandeggio con la velocità iniziale del proiettile di 950 m/s e cadenza media di tiro di 60 colpi per canna. Il cannone era stato imbarcato negli anni cinquanta sulle fregate della classe Centauro, ma tale versione non avendo dato i risultati sperati non è stata imbarcata su nessun'altra unità della Marina Militare.